# Pilea appendiculata
Pilea appendiculata är en nässelväxtart som beskrevs av Fawcett och Rendle. Pilea appendiculata ingår i släktet pileor, och familjen nässelväxter. Inga underarter finns listade i Catalogue of Life.